# Оксамитное
Оксамитное (на украински: Оксамитне) е село във Болградски район, Одеска област в Украйна с население 941 души, селото е основано през 1978 година, намира се на 26 метра надморска височина.

## Население

### Езици
Численост и дял на населението по роден език, според преброяването на населението през 2001 г.:
| Роден език | Численост | Дял (в %) |
| Общо       | 941       | 100.00    |
| Руски      | 471       | 50.05     |
| Български  | 200       | 21.25     |
| Гагаузки   | 108       | 11.47     |
| Украински  | 77        | 8.18      |
| Молдовски  | 61        | 6.48      |
| Беларуски  | 1         | 0.10      |
| Други      | 23        | 2.44      |